# ميشيل موريسون
ميشيل موريسون (بالإنجليزية: Michael Morrison)‏ (3 مارس 1988 في المملكة المتحدة - ) هو لاعب كرة قدم بريطاني في مركز الدفاع. شارك مع منتخب إنجلترا لكرة القدم C ‏. أما مع النوادي، فقد لعب مع برمنغهام سيتي وتشارلتون أثلتيك وشيفيلد وينزداي وكامبريدج يونايتد وليستر سيتي.

## وصلات خارجية
- ميشيل موريسون على موقع قاعدة بيانات كرة القدم.إي يو (الإنجليزية)
- ميشيل موريسون على موقع Soccerbase.com (لاعب) (الإنجليزية)
- ميشيل موريسون على موقع Soccerway.com (الإنجليزية)